# إيطاليو كرواتيا

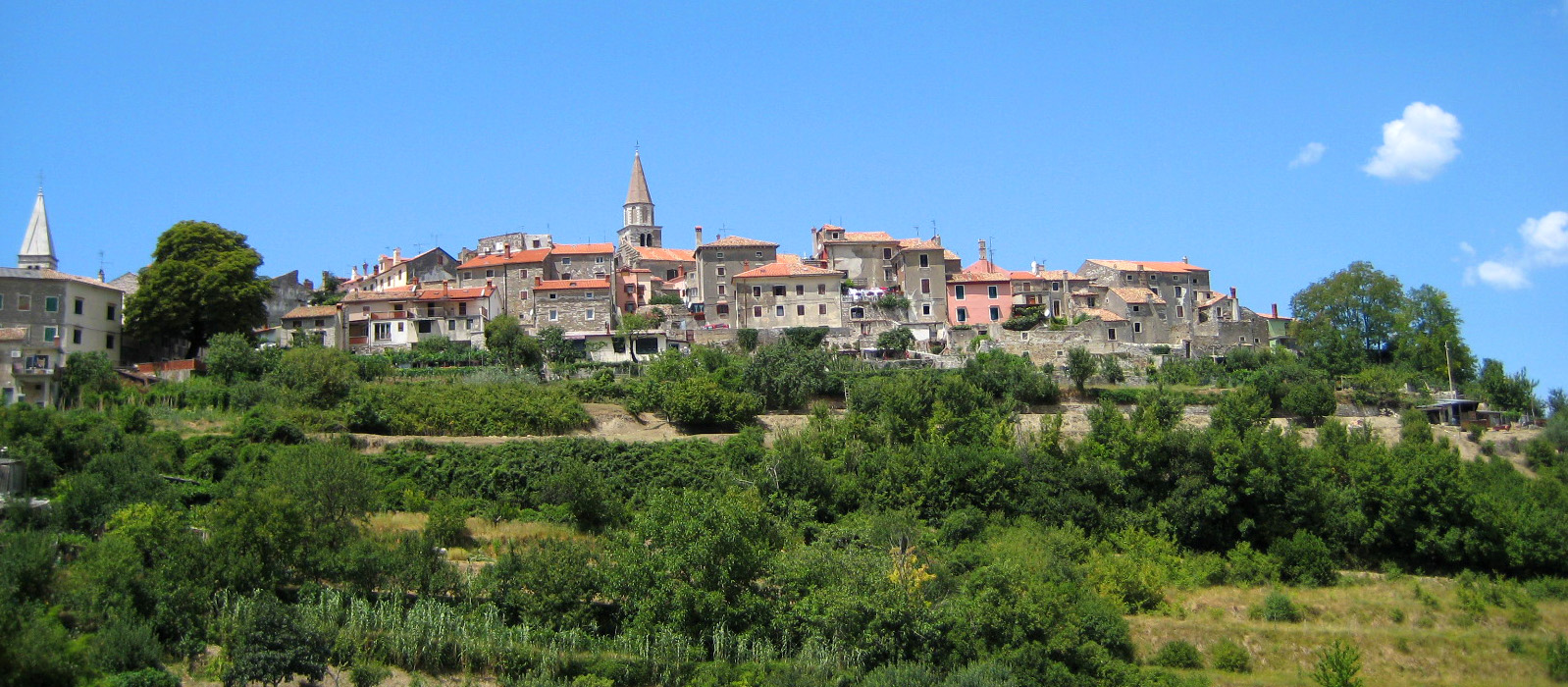

إيطاليو كرواتيا، أحد المجموعات العرقية جمهورية كرواتيا من أصل إيطالي، ويُعترف بهم رسمياً في الدستور كأقلية وطنية أصيلة، ولذلك فإن لهم الحق في انتخاب ممثل خاص لهم في البرلمان الكرواتي.
هناك مجموعتان رئيسيتان من الإيطاليين في كرواتيا على أساس المنشأ الجغرافي: 
- إيطاليو إستريا
- إيطاليو دالماسيا